# فريدريك أ. جونسون
فريدريك أ. جونسون هو سياسي أمريكي، ولد في 2 يناير 1833 في فورت إدوارد في الولايات المتحدة، وتوفي في 17 يوليو 1893 في غلينز فولز في الولايات المتحدة. نشط حزبياً في الحزب الجمهوري. وقد انتخب عضو مجلس النواب الأمريكي ‏.